# أندرو كوبر (طيار مقاتل)
أندرو كوبر (بالإنجليزية: Andrew Cowper)‏ هو طيار مقاتل أسترالي، ولد في 16 نوفمبر 1898 في Bingara, New South Wales ‏ في أستراليا، وتوفي في 25 يونيو 1980 في رندويك ‏ في أستراليا.